# Сляпа къртица
Сляпата къртица (Talpa caeca) е вид бозайник от семейство Къртицови (Talpidae).

## Разпространение и местообитание
Разпространен е в Босна и Херцеговина, Гърция, Италия, Монако, Република Северна Македония, Сан Марино, Сърбия, Франция, Черна гора и Швейцария.